# Lluís Domènech i Montaner
Lluís Domenech i Montaner (cách phát âm Catalan: [ʎuiz ðumɛnək]) (21 tháng 12 năm 1850 - 27 tháng 12 năm 1923) là một kiến trúc sư người Catalan Tây Ban Nha đã có ảnh hưởng lớn đối với Modernisme català, phong trào Catalan Art Nouveau / Jugendstil. Ông cũng là một chính trị gia người Catalan.
Sinh ra tại Barcelona, ông đã bước đầu nghiên cứu vật lý và khoa học tự nhiên, nhưng nhanh chóng chuyển sang kiến trúc. Ông đã được đăng ký như là một kiến trúc sư ở Barcelona năm 1873. Ông cũng đã tổ chức một nhiệm kỳ 45 năm là giáo sư và giám đốc các Escola d'Arquitectura, Barcelona của trường kiến trúc, và đã viết nhiều về kiến trúc trong các bài tiểu luận, sách kỹ thuật và bài viết trên báo và tạp chí.
Tòa nhà nổi tiếng nhất, Bệnh viện Sant Pau và Palau de la Música Catalana tại Barcelona, đã được đưa vào danh sách di sản thế giới UNESCO.